# Березонаволок
Березона́волок — деревня в Красноборском районе Архангельской области. Входит в состав Верхнеуфтюгского сельского поселения.

## География
Деревня располагается на юге Красноборского района, на берегу реки Уфтюга, притока Северной Двины, в 25 км к северо-востоку от Красноборска (35 км по автодороге). Расстояние до Архангельска — 575 км (по автодороге), до Котласа — 90 км (по автодороге).

## Население
| 2002 | 2010 |
| ---- | ---- |
| 251  | ↘134 |

## Социальная сфера
В деревне действует клуб, несколько магазинов.

## Транспорт
Через деревню проходит автодорога «Дябрино — Куликово». Деревня связана автобусным сообщением с Красноборском, Верхней Уфтюгой, Куликово.
Автобусы: «Дябрино — Куликово».